# Босния и Герцеговина на летних Олимпийских играх 2016
Босния и Герцеговина на летних Олимпийских играх 2016 года была представлена 11 спортсменами в 5 видах спорта. Знаменосцем сборной Боснии и Герцеговины, как на церемонии открытия Игр, так и на церемонии закрытия был легкоатлет Амель Тука, ставший в августе 2015 года первым в истории страны медалистом чемпионата мира. На Играх в Рио-де-Жанейро Тука не смог преодолеть полуфинальный раунд в беге на 800 метров По итогам соревнований сборная Боснии и Герцеговины, принимавшая участие в своих седьмых летних Олимпийских играх, вновь осталась без медалей.

## Состав сборной
Дзюдо
1. Лариса Церич

 Лёгкая атлетика
1. Хамза Алич
2. Кемаль Мешич
3. Месуд Пезер
4. Амель Тука
5. Люсия Кимани

 Плавание
1. Михайло Чепркало
2. Амина Кайтаз

 Стрельба
1. Татьяна Джеканович

 Теннис
1. Мирза Башич
2. Дамир Джумхур

## Результаты соревнований

### Водные виды спорта

#### Плавание
В следующий раунд на каждой дистанции проходят спортсмены, показавшие лучший результат, независимо от места, занятого в своём заплыве.
Мужчины
| Дистанция                  | Спортсмены       | Предварительный раунд | Предварительный раунд | Предварительный раунд | Полуфинал     | Полуфинал     | Полуфинал     | Финал                | Финал                |
| Дистанция                  | Спортсмены       | Заплыв                | Результат             | Место                 | Заплыв        | Результат     | Место         | Результат            | Место                |
| -------------------------- | ---------------- | --------------------- | --------------------- | --------------------- | ------------- | ------------- | ------------- | -------------------- | -------------------- |
| 1500 метров вольным стилем | Михайло Чепркало | 1                     | 15:31,62              | 37                    | Не проводится | Не проводится | Не проводится | Завершил выступление | Завершил выступление |

Женщины
| Дистанция              | Спортсмены   | Предварительный раунд | Предварительный раунд | Предварительный раунд | Полуфинал             | Полуфинал             | Полуфинал             | Финал                 | Финал                 |
| Дистанция              | Спортсмены   | Заплыв                | Результат             | Место                 | Заплыв                | Результат             | Место                 | Результат             | Место                 |
| ---------------------- | ------------ | --------------------- | --------------------- | --------------------- | --------------------- | --------------------- | --------------------- | --------------------- | --------------------- |
| 100 метров баттерфляем | Амина Кайтаз | 2                     | 1:01,67               | 35                    | Завершила выступление | Завершила выступление | Завершила выступление | Завершила выступление | Завершила выступление |

### Дзюдо
Соревнования по дзюдо проводились по системе с выбыванием. В утешительные раунды попадали спортсмены, проигравшие полуфиналистам турнира. Два спортсмена, одержавших победу в утешительном раунде, в поединке за бронзу сражались с дзюдоистами, проигравшими в полуфинале.
Женщины
| Категория   | Спортсмены   | 1/16 финала        | 1/8 финала         | Четвертьфинал      | Полуфинал          | Финал              | Место |
| Категория   | Спортсмены   | Соперник Результат | Соперник Результат | Соперник Результат | Соперник Результат | Соперник Результат | Место |
| ----------- | ------------ | ------------------ | ------------------ | ------------------ | ------------------ | ------------------ | ----- |
| свыше 78 кг | Лариса Церич |                    |                    |                    |                    |                    |       |

### Лёгкая атлетика
Мужчины
Беговые дисциплины
| Дисциплина        | Спортсмен  | Предварительный раунд | Предварительный раунд | Предварительный раунд | Четвертьфиналы | Четвертьфиналы | Четвертьфиналы | Полуфиналы | Полуфиналы | Полуфиналы | Финал | Финал |
| Дисциплина        | Спортсмен  | Забег                 | Время                 | Место                 | Забег          | Время          | Место          | Забег      | Время      | Место      | Время | Место |
| ----------------- | ---------- | --------------------- | --------------------- | --------------------- | -------------- | -------------- | -------------- | ---------- | ---------- | ---------- | ----- | ----- |
| бег на 800 метров | Амель Тука |                       |                       |                       | Не проводится  | Не проводится  | Не проводится  |            |            |            |       |       |

Технические дисциплины
| Дисциплина    | Спортсмен    | Квалификация | Квалификация | Финал     | Финал |
| Дисциплина    | Спортсмен    | Результат    | Место        | Результат | Место |
| ------------- | ------------ | ------------ | ------------ | --------- | ----- |
| толкание ядра | Хамза Алич   |              |              |           |       |
| толкание ядра | Кемаль Мешич |              |              |           |       |
| толкание ядра | Месуд Пезер  |              |              |           |       |

Женщины
Шоссейные дисциплины
| Дисциплина | Спортсмен    | Время | Место | Отставание |
| ---------- | ------------ | ----- | ----- | ---------- |
| марафон    | Люсия Кимани |       |       |            |

### Стрельба
В январе 2013 года Международная федерация спортивной стрельбы приняла новые правила проведения соревнований на 2013—2016 года, которые, в частности, изменили порядок проведения финалов. Во многих дисциплинах спортсмены, прошедшие в финал, теперь начинают решающий раунд без очков, набранных в квалификации, а финал проходит по системе с выбыванием. Также в финалах после каждого раунда стрельбы из дальнейшей борьбы выбывает спортсмен с наименьшим количеством баллов. В скоростном пистолете решающие поединки проходят по системе попал-промах. В стендовой стрельбе добавился полуфинальный раунд, где определяются по два участника финального матча и поединка за третье место.
Женщины
| Соревнование                       | Спортсмены         | Квалификация | Квалификация | Полуфинал     | Полуфинал     | Финал                 | Финал                 |
| Соревнование                       | Спортсмены         | Результат    | Место        | Результат     | Место         | Соперник/ Результат   | Место                 |
| ---------------------------------- | ------------------ | ------------ | ------------ | ------------- | ------------- | --------------------- | --------------------- |
| пневматическая винтовка, 10 метров | Татьяна Джеканович | 410,8        | 35           | Не проводится | Не проводится | Завершила выступление | Завершила выступление |

### Теннис
Соревнования прошли на кортах олимпийского теннисного центра. Теннисные матчи проходили на кортах с твёрдым покрытием DecoTurf, на которых также проводят и Открытый чемпионат США.
Мужчины
| Соревнование     | Спортсмены    | 1/32 финала             | 1/16 финала          | 1/8 финала           | Четвертьфинал        | Полуфинал            | Финал                |
| Соревнование     | Спортсмены    | Соперник Результат      | Соперник Результат   | Соперник Результат   | Соперник Результат   | Соперник Результат   | Соперник Результат   |
| ---------------- | ------------- | ----------------------- | -------------------- | -------------------- | -------------------- | -------------------- | -------------------- |
| одиночный разряд | Мирза Башич   | ARGХ. Монако П 2:6, 2:6 | Завершил выступление | Завершил выступление | Завершил выступление | Завершил выступление | Завершил выступление |
| одиночный разряд | Дамир Джумхур | ISRД. Села П 4:6, 4:6   | Завершил выступление | Завершил выступление | Завершил выступление | Завершил выступление | Завершил выступление |